# Zhang Haikun
Zhang Haikun (* 12. März 1989) ist ein ehemaliger chinesischer Leichtathlet, der sich auf den Mittelstreckenlauf spezialisiert hat.

## Sportliche Laufbahn
Erste internationale Erfahrungen sammelte Zhang Haikun im Jahr 2009, als er bei den Hallenasienspielen in Hanoi in 3:46,70 min den fünften Platz im 1500-Meter-Lauf belegte. Anschließend nahm er an den Ostasienspielen in Hongkong teil und gewann dort in 3:50,33 min die Silbermedaille hinter dem Japaner Yasunori Murakami und belegte in 1:51,57 min den vierten Platz im 800-Meter-Lauf. Im Jahr darauf wurde er bei den Asienspielen in Guangzhou in 3:41,67 min Fünfter über 1500 m und verpasste über die kürzere Distanz mit 1:50,01 min den Finaleinzug. 2012 klassierte er sich dann bei den Hallenasienmeisterschaften in Hangzhou mit 4:00,90 min auf dem vierten Platz über 1500 m und im Jahr darauf siegte er in 3:52,85 min über diese Distanz bei den Ostasienspielen in Tianjin. 2014 bestritt er in Kunshan seinen letzten offiziellen Wettkampf und beendete daraufhin seine aktive sportliche Karriere im Alter von 25 Jahren.
In den Jahren 2009 und 2010 wurde Zhang chinesischer Meister im 1500-Meter-Lauf sowie 2008 über 800 m.

## Persönliche Bestzeiten
- 800 Meter: 1:49,10 min, 8. August 2010 in Jinan
  - 800 Meter (Halle): 1:51,96 min, 18. Februar 2009 in Shanghai
- 1500 Meter: 3:41,19 min, 18. Mai 2013 in Shanghai
  - 1500 Meter (Halle): 3:46,70 min, 2. November 2009 in Hanoi